# Епископ ваљевски Исихије
Исихије (световно Мирослав Рогић; Москва, 3. новембар 1965) епископ је ваљевски. Бивши је викарни епископ мохачки (2018—2021).

## Биографија
Рођен је 3. новембра 1965. године у Москви, као син Јелене и дипломате Милутина Рогића. Пратећи очеву дипломатску каријеру, живео је и одрастао у Београду, Пекингу, Рангуну, Картуму и Вашингтону.
У основној школи је поред српског, учио и енглески језик. Завршио је Школу за индустријско обликовање у Београду 1985. године. Студирао је психологију на Универзитету Дистрикта Колумбија и Филозофском факултету Универзитета у Београду од 1987. до 1991. године.

### Монаштво
Од 1991. године је био искушеник у манастиру Ковиљ код игумана Порфирија, данашњег патријарха српског. Замонашен је на Сретење Господње 15. фебруара 1995. године од стране епископа бачког Иринеја.
Викарни епископ јегарски и игуман Порфирије га је рукоположио у чин јерођакона 18. јула 1999. године, а потом и у чин јеромонаха 25. јула 1999. године.
Архимандрит и намесник манастира Ковиљ је постао на Аранђеловдан 21. новембра 2014. године.
На Православном богословском факултету Универзитета у Београду је дипломирао 2018. године.

### Епископ
Свети архијерејски сабор Српске православне цркве је на свом пролећном заседању 2018. године, архимандрита Исихија изабрао за епископа мохачког, односно викара епископа бачког.
Хиротонисан је 24. јуна 2018. године у Саборној цркви у Новом Саду, од стране патријарха српског Иринеја. Чину хиротонисања су присуствовали митрополит чешких земаља и Словачке Растислав, епископ росошански и острогошски Андреј, митрополит црногорско-приморски Амфилохије, митрополит загребачко-љубљански Порфирије, митрополит прашки Михаило, епископ будимски Лукијан, епископ банатски Никанор, епископ врањски Пахомије, епископ шумадијски Јован, епископ браничевски Игнатије, епископ зворничко-тузлански Фотије, епископ милешевски Атанасије, епископ горњокарловачки Герасим, епископ брегалнички Марко, епископ славонски Јован, епископ бихаћко-петровачки Сергије, епископ тимочки Иларион, епископ нишки Арсеније, епископ далматински Никодим, епископ осечкопољски и барањски Херувим, викарни епископ моравички Антоније, епископ буеносајрески и јужно-централноамерички Кирило, епископ бачки Иринеј, епископ захумско-херцеговачки Димитрије, викарни епископ диоклијски Методије, Методије - игуман Царске Лавре Хиландара, Тихон - игуман манастира Студенице, Сава - игуман манастира Високих Дечана, градоначелник Новог Сада Милош Вучевић...
За епископа ваљевског устоличен је 27. јуна 2021. у Ваљеву. Новембра 2021. одликован је Крстом вожда Ђорђа Стратимировића.